# Szlovénia klagenfurti főkonzulátusa
Szlovénia klagenfurti főkonzulátusa korábban Jugoszlávia, ma Szlovénia főkonzulátusa (a város neve 2008-ban Klagenfurt am Wörtherseere - szlovénül: Celôvec ób Vŕbskem jézeru - változott).  A főkonzulátust a Karintiában élő nagyszámú szlovén nemzetiségű polgár miatt hozták létre még Jugoszlávia konzulátusaként a második világháború előtt.

## Története
Az 1930-as években már működött Klagenfurtban Jugoszláv főkonzulátus, ami leginkább azzal került a hírekbe, hogy 1934 első napjaiban a főkonzulátus egyik melléképületének a tetejére bombát dobtak. A feltehetően szélsőjobboldaliak által végrehajtott merényletnek szerencsére nem volt áldozata, de már akkor megmutatta a nemzetiségekkel szembeni náci ellenérzéseket. A második világháborút követően, az 1950-es években újranyitották a konzulátust, melynek szerény, egyemeletes, ám építészetileg modern új épületét Janez Oswald karintiai szlovén építész tervezte. 1968-ban a konzulátus történetében másodízben hajtottak végre bombamerényletet az intézmény ellen: egy bőröndbe rejtett időzített bombát hagytak ismeretlenek az épület fala mellett. A gondnok azonban már kora reggel észrevette az oda nem illő tárgyat és értesítette a rendőrséget, akik hatástalanították a pokolgépet. 1965 és 1971 között közel húsz merényletet követtek el jugoszlávok vagy jugoszláv érdekeltségek ellen, ennek a sorozatnak egy eleme volt a klagenfurti képviselet elleni, meghiúsult merénylet.
A délszláv háború idején, 1991-ben a főkonzulátus bezárt, az épületet átadták Klagenfurt városnak megőrzésre. Az immár önálló Szlovénia azonban szerette volna ismét megnyitni konzulátusát, mivel Karintia tartományban jelentős számú szlovén kisebbség élt. A konzulátus épületének a tulajdonjoga a háborús viszonyok miatt tisztázatlan volt, ezért a tartomány egy másik helyiséget bocsátott a fiatal állam rendelkezésére 1996-ban a Bahnhofstrassén. Az eredetileg is konzulátus céljára épült ház tulajdonjogát Szlovénia végül 2014-ben kapta meg, ekkor költöztek vissza a Radetzkystraße 26 szám alá.